# حكومة أيوب ثابت
حكومة أيوب ثابت هي حكومة لبنانية ثامنة عشرة (18) قادها، من 18/03/1943 إلى 21/07/1943، السياسي والطبيب اللبناني أيوب ثابت. كانت مهمة الحكومة إجراء انتخابات نيابيّة عامة.

## تشكيلة الحكومة
| رئيساً ووزيراً للعدلية والداخلية والتموين                          | بيروت  | بروتستانت | أيوب ثابت |
| وزيراً للمالية والتربية والتجارة والصناعة والزراعة والبرق والبريد | الجنوب | سني       | خالد شهاب |
| وزيراً للأشغال العامة والصحة والإسعاف العام والشؤون الخارجيّة      | الشمال | ماروني    | جواد بولس |

## إقالة الحكوَمة
في ظروف بالغة التأزم، أقدم المندوب السامي لفرنسا في سوريا ولبنان جان هللو على إقالة الدكتور ثابت وحكومته، وعيّن بترو طراد رئيساً للدولة بصورة مؤقتة.